# Shadow Force
Shadow Force - Ultima missione (Shadow Force) è un film del 2025 diretto da Joe Carnahan.

## Trama
Kyrah e Issac sono due killer professionisti e una coppia separata che hanno deciso di mettere via le armi. Ma quando il loro ex datore di lavoro lo scopre devono fuggire con il loro figlio ed evitare che li uccidano.

## Distribuzione
Il film è stato distribuito nelle sale cinematografiche statunitensi il 25 maggio 2025 mentre in Italia sarà distribuito sulla piattaforma Amazon Prime Video il 24 luglio 2025.